# Saleh Al-Shehri
Saleh bin Khalid bin Mohammed Al-Shehri (en árabe: صالح بن خالد بن محمد الشهري‎; Yeda, Arabia Saudita, 1 de noviembre de 1993) es un futbolista saudí. Juega de delantero y su equipo es el Al-Ittihad Club de la Liga Profesional Saudí. Es internacional absoluto por la selección de Arabia Saudita desde 2020.

## Trayectoria
Formado en las inferiores del Al-Ahli, fue promovido al primer equipo del club en la temporada 2011-12. Fue enviado a préstamo al C. D. Mafra portugués de la II Divisão en 2012, donde jugó sus primeros encuentros como sénior. La temporada 2012-13 fue cedido al S. C. Beira-Mar de la Primeira Liga portuguesa, debutó el 2 de septiembre contra el Moreirense F. C.
Regresó al Al-Ahli en la temporada 2013-14. 

## Selección nacional
Formó parte del plantel de la selección sub-23 de Arabia Saudita que disputó los Juegos Asiáticos de 2014
Debutó con la selección de Arabia Saudita el 14 de noviembre de 2020 en la victoria por 3-0 sobre Jamaica en un encuentro amistoso, donde además anotó su primer gol.
Fue convocado a la Copa Mundial de Fútbol de 2022.

### Participaciones en Copas del Mundo
| Copa                           | Sede  | Resultado    | Partidos | Goles |
| ------------------------------ | ----- | ------------ | -------- | ----- |
| Copa Mundial de Fútbol de 2022 | Catar | Primera fase | 3        | 1     |

### Goles como internacional
| Goles internacionales con Arabia Saudita | Goles internacionales con Arabia Saudita | Goles internacionales con Arabia Saudita            | Goles internacionales con Arabia Saudita | Goles internacionales con Arabia Saudita | Goles internacionales con Arabia Saudita | Goles internacionales con Arabia Saudita |
| N.º                                      | Fecha                                    | Estadio                                             | Rival                                    | Gol                                      | Resultado                                | Competición                              |
| ---------------------------------------- | ---------------------------------------- | --------------------------------------------------- | ---------------------------------------- | ---------------------------------------- | ---------------------------------------- | ---------------------------------------- |
| 1.                                       | 14 de noviembre de 2020                  | Estadio Rey Fahd, Riad, Arabia Saudita              | Jamaica                                  | 2-0                                      | 3-0                                      | Amistoso                                 |
| 2.                                       | 30 de abril de 2021                      | Estadio Rey Fahd, Riad, Arabia Saudita              | Palestina                                | 3-0                                      | 5-0                                      | Clasificación Mundial 2022               |
| 3.                                       | 30 de abril de 2021                      | Estadio Rey Fahd, Riad, Arabia Saudita              | Palestina                                | 4-0                                      | 5-0                                      | Clasificación Mundial 2022               |
| 4.                                       | 11 de junio de 2021                      | Estadio Jalan Besar, Singapur                       | Singapur                                 | 0-3                                      | 0-3                                      | Clasificación Mundial 2022               |
| 5.                                       | 2 de septiembre de 2021                  | Estadio Rey Fahd, Riad, Arabia Saudita              | Vietnam                                  | 3-1                                      | 3-1                                      | Clasificación Mundial 2022               |
| 6.                                       | 7 de septiembre de 2021                  | Complejo Deportivo del Sultan Qaboos, Mascate, Omán | Omán                                     | 0-1                                      | 0-1                                      | Clasificación Mundial 2022               |
| 7.                                       | 16 de noviembre de 2021                  | Estadio Nacional Mỹ Đình, Hanói, Vietnam            | Vietnam                                  | 0-1                                      | 0-1                                      | Clasificación Mundial 2022               |
| 8.                                       | 24 de marzo de 2022                      | Estadio Sharjah, Sharjah, Emiratos Árabes Unidos    | China                                    | 0-1                                      | 1-1                                      | Clasificación Mundial 2022               |
| 9.                                       | 22 de noviembre de 2022                  | Estadio Icónico de Lusail, Lusail, Catar            | Argentina                                | 1-1                                      | 1-2                                      | Mundial 2022                             |

## Clubes
| Club                       | País           | Año           |
| -------------------------- | -------------- | ------------- |
| Al-Ahli                    | Arabia Saudita | 2012-2015     |
| C. D. Mafra (préstamo)     | Portugal       | 2012          |
| S. C. Beira-Mar (préstamo) | Portugal       | 2012-2013     |
| Al-Raed                    | Arabia Saudita | 2015-2020     |
| Al-Hilal (préstamo)        | Arabia Saudita | 2019-2020     |
| Al-Hilal                   | Arabia Saudita | 2020-2024     |
| Al-Ittihad Club            | Arabia Saudita | 2024-presente |

## Palmarés

### Títulos nacionales
| Título                      | Club            | País           | Año     |
| --------------------------- | --------------- | -------------- | ------- |
| Liga Profesional Saudí      | Al-Hilal        | Arabia Saudita | 2019-20 |
| Copa del Rey de Campeones   | Al-Hilal        | Arabia Saudita | 2019-20 |
| Liga Profesional Saudí      | Al-Hilal        | Arabia Saudita | 2020-21 |
| Supercopa de Arabia Saudita | Al-Hilal        | Arabia Saudita | 2021    |
| Liga Profesional Saudí      | Al-Hilal        | Arabia Saudita | 2021-22 |
| Copa del Rey de Campeones   | Al-Hilal        | Arabia Saudita | 2022-23 |
| Supercopa de Arabia Saudita | Al-Hilal        | Arabia Saudita | 2023    |
| Liga Profesional Saudí      | Al-Hilal        | Arabia Saudita | 2023-24 |
| Copa del Rey de Campeones   | Al-Hilal        | Arabia Saudita | 2023-24 |
| Liga Profesional Saudí      | Al-Ittihad Club | Arabia Saudita | 2024-25 |
| Copa del Rey de Campeones   | Al-Ittihad Club | Arabia Saudita | 2024-25 |

### Títulos internacionales
| Título                      | Equipo   | Sede | Año  |
| --------------------------- | -------- | ---- | ---- |
| Liga de Campeones de la AFC | Al-Hilal | Asia | 2019 |
| Liga de Campeones de la AFC | Al-Hilal | Asia | 2021 |